# Vorskla
Vorskla (ukr. Ворскла, rus. Ворскла) je rijeka u sjeveroistočnoj Ukrajini i zapadnoj Rusiji pritoka Dnjepra, duga 464 km. Površina sliva iznosi 14.700 km². 
Rijeka izvire u ruskoj Belgorodskoj oblasti zatim teče prema ukrajinskoj Sumskoj oblasti te prema Poltavskoj oblasti gdje se ulijeva u Dnjepar.  Rijeka je plovna od ušća do grada Kobeljakya. Najveći lijevi pritok Vorskle je rijeka Kolomak duga 102 km, a najveći desni pritok je Vorsklycja duga 101 km. Najveći grad na rijeci je Poltava zatim Kobeljaky.

## Vanjske poveznice
|  | Zajednički poslužitelj ima još gradiva o temi Vorskla |

- Fotografije rijeke Vorskla